# Escrima
Escrima – filipińska sztuka walki jednym lub dwoma lekkimi kijami, ale także zawierająca formy bez użycia broni (nauczane dopiero na zaawansowanym poziomie). Podobnie jak inne sztuki walki z Filipin, zwane arnis de mano, wykształciła się pod hiszpańską okupacją, gdy Filipińczykom zabroniono posiadania jakiejkolwiek broni z ostrzami.
Escrima uwzględnia także sztukę walki nożem. Podział stylów escrimy jest zbieżny z podziałem geograficznym Filipin - wyróżnia się styl południowy, północny i środkowy.